# Любомир Штроугал
Любомир Штроугал (чеськ. Lubomír Štrougal; 19 жовтня 1924 — 6 лютого 2023) — чехословацький політик і державний діяч, секретар і член Президії ЦК Комуністичної партії Чехословаччини (КПЧ), прем'єр-міністр ЧССР у 1970—1988 роках. Представляв «прагматично-центристську» лінію у керівництві КПЧ. Усунений через симпатії до радянської перебудови. Спробував повернутися до влади під час оксамитової революції, але не мав успіху.

## Функціонер партапарату
Народився у сім'ї співробітника цементного заводу. Його батько Йозеф Штроугал працював на підприємстві свого швагра, був активістом Комуністичної партії Чехословаччини (КПЧ). Брав участь в антинацистському Опорі, у 1941 році його заарештувала німецька окупаційна влада і він загинув у берлінській в'язниці Плетцензеї.
У 1949 році Любомир Штроугал закінчив юридичний факультет Карлового університету у Празі. З 1945 року — член КПЧ. У 1948—1959 роках був функціонером окружного комітету КПЧ у Чеських Будейовицях, з 1957 року — перший секретар окружкому. З 1958 року член ЦК КПЧ.

## Міністр і секретар ЦК
У 1959—1961 роках він керував міністерством сільського, лісового та водного господарства. З 1961 до 1965 рік обіймав посаду міністра внутрішніх справ ЧССР у кабінетах Вільяма Широкого та Йозефа Ленарта (президентом і першим секретарем КПЧ був Антонін Новотни).
На цій посаді брав участь у процесах чехословацької десталінізації та реабілітації жертв репресій ґотвальдівського періоду. Згодом його звинувачували у перешкоді розслідуванням діяльності органів держбезпеки. Також брав участь у затопленні нацистських документів та подальшому інсценуванні їх виявлення у Чорному озері.
На чолі МВС став одним із найвпливовіших політиків ЧССР. Йому вдалося сформувати власну групу підтримки у партійно-адміністративному апараті та у силових структурах — поліції та Службі державної безпеки (StB).
У 1965—1968 роках — секретар ЦК КПЧ. У квітні-грудні 1968 року — віцепрем'єр ЧССР і голова Економічної ради. З листопада 1968 року до січня 1970 року — секретар ЦК КПЧ і голова Бюро ЦК з партійного управління в Чехії. У 1960—1968 роках — депутат Національних зборів Чехословаччини, з 1969 року — депутат Федеральних зборів ЧССР.

## Від Празької весни до «Нормалізації»
Штроугал підтримував Александера Дубчека та політику Празької весни, хоча у січні-серпні 1968 року не виявлявся як активний реформатор. Не належав до консервативної групи у партійному керівництві, яка ініціювала Запрошувальний лист до ЦК КПРС. Не підтримав спробу секретарів ЦК Індри та Колдера сформувати новий прорадянський уряд в обхід прем'єр-міністра Олдржиха Черніка, який перебував у СРСР. Стримано поставився до вторгнення до Чехословаччини військ країн Варшавського пакту, хоча виступав з громадськими протестами.
Незабаром Штроугал переконався, що прорадянські консерватори не загрожують його персональним позиціям у владі. Він зберіг свої посади в уряді та секретаріаті ЦК, з листопада 1968 року перебував у Президії ЦК КПЧ. Підтримав призначення Ґустава Гусака генеральним секретарем і став активним провідником політики «нормалізації».

## Голова правління
28 січня 1970 року отримав призначення головою уряду — прем'єр-міністром ЧССР. Формально Любомир Штроугал вийшов на другу позицію у владній ієрархії після Ґустава Гусака, нарівні з ідеологом партії Василем Біляком. Вважався одним із найяскравіших діячів партійно-державного керівництва. Виступав з позицій «центризму» та прагматизму — на противагу консерватизму Гусака та відвертому догматизму Біляка й Індри.
На практиці провадив загальну «нормалізаторську» політику, пов'язану із політичним диктатом партноменклатури, переслідуванням інакомислення, ідеологічною цензурою, економічною централізацією. Однак його риторика мала дещо інший характер. Вона позитивно зустрічалася чехословацькою інтелігенцією, багато представників якої бачили у прем'єрі потенційного реформатора.
У 1974 році був нагороджений чехословацьким орденом Республіки, у 1984 році — радянським орденом Жовтневої Революції.
У другій половині 1980-х Штроугал позитивно сприйняв горбачовську перебудову у СРСР. Це призвело його до конфлікту з президентом ЧССР Гусаком й особливо з новим генеральним секретарем ЦК КПЧ жорстким консерватором Мілошем Якешем. Як наслідок 11 жовтня 1988 року його усунули з посади голови уряду, а незабаром виведено зі складу Президії ЦК. Його наступником на прем'єрській посаді був затверджений Ладислав Адамець.

## Повернення у владу, що не відбулося
За рік із невеликим після відставки Любомира Штроугала в Чехословаччині розпочалася Оксамитова революція. В апараті партії та держбезпеки існувала впливова група прихильників Штроугала та перебудовного курсу — зокрема голова уряду Ладислав Адамець і керівник StB Алоїз Лоренц. Вони розраховували використати протестний рух проти консервативних керівників країни, типу Якеша та Гусака, та повернути Штроугала до влади.
Саме ці розрахунки спонукали StB організувати на демонстрації 17 листопада 1989 року провокацію Людвіка Зіфчака. Декілька днів цей план, здавалося, здійснювався — 24 листопада пішов у відставку Якеш, новий генеральний секретар КПЧ Карел Урбанек висловлювався у перебудовному дусі. Однак розвиток подій перекинув ці розрахунки. Масовий рух призвів до усунення КПЧ від влади вже до кінця 1989 року. Спроба Штроугала на надзвичайному з'їзді очолити КПЧ (він балотувався на посаду генерального секретаря) у нових обставинах також не вдалося, а від інших постів у партії він відмовився.
У грудні 1989 року склав повноваження члена ЦК КПЧ і здав мандат депутата Національних зборів. У лютому 1990 року його виключили з КПЧ — «за допущені зловживання». На цьому завершилася його політична кар'єра.

## Приватне життя
У післяреволюційній Чехії Любомир Штроугал жив приватним життям. Мав дорогу нерухомість — престижну квартиру у Празі, садибу в Їзерських горах (де і проживав основний час). У 2009 році видав мемуари «Pameti a úvahy» («Спогади та роздуми») і книгу про Гусака, а у 2011 році — «Ještě pár odpovedí» («Ще кілька відповідей»).
Періодично спілкувався із журналістами. Критикував партійно-державне керівництво КПЧ та ЧССР, особливо за некомпетентність економічної політики. Свою політичну поразку пояснював тим, що «недооцінив дисидентів».
Штроугал був двічі одружений. Його дочка Єва — дизайнерка, син Любомир-молодший — архітектор. Протягом кількох років Штроугали підтримували особисті зв'язки з сімейством Вацлава Гавела. У свій час у країні вперто трималися чутки про стосунки Штроугала-старшого з популярною співачкою й акторкою Геленою Вондрачковою, які не мали жодних підстав.
Попри похилий вік і складнощі зі здоров'ям, вів відносно активний спосіб життя. У нього з'явилася нова стилістична особливість — носіння джинсів. З цього приводу чеська преса зазначала, що за часів його перебування при владі цей одяг вважався «символом західного імперіалізму».

## Судові переслідування
Після падіння режиму КПЧ та поділу ЧСФР на Чехію та Словаччину Бюро з документації та розслідування злочинів комунізму (ÚDV) висунуло стосовно Любомира Штроугала низку кримінальних звинувачень. Перше з них стосувався епізоду 1965 року — перешкоджання розслідуванню злочинів, скоєних органами держбезпеки Чехословаччини у 1948—1949 роках. Заведену судову справу закрили лише у 2002 році «за відсутністю доказів і у зв'язку із закінченням терміну давності».
У 2019 році ÚDV порушило кримінальну справу стосовно Любомира Штроугала, Мілоша Якеша та Вратислава Вайнара. Колишнього прем'єра ЧССР, колишнього генсека КПЧ та колишнього міністра внутрішніх справ ЧССР звинувачували у вбивствах, скоєних при спробах незаконного перетину кордонів Чехословаччини у 1976—1989 роках. Згідно з обвинуваченням, вони мали можливість запобігти застосуванню вогнепальної зброї та службових собак проти громадян, які намагалися втекти з ЧССР до Австрії та ФРН — проте свідомо допускали вогонь на ураження й інші методи, що спричинили загибель дев'яти осіб.
У травні 2021 року прокуратура Праги припинила переслідування Штроугала та Вайнара (Якеш на той час помер) на підставі вікових деформацій психіки. Це було виправданням, оскільки у формулюванні передбачалося вчинення злочинного діяння. Конституційний суд Чеської Республіки не погодився з прокуратурою й у березні 2022 року відновив справу.

## Смерть
Довести процес до вердикту щодо Штроугала не вдалося. Любомир Штроугал помер у 98 років. Публічну інформацію про його смерть першим підтвердив колишній депутат від КПЧМ Іржі Долейш.